# Кирклэнд, Крис
Кри́стофер Э́дмунд Ки́рклэнд (англ. Christopher Edmund Kirkland; род. 2 мая 1981[…], Барвелл, Лестершир), более известный как Крис Кирклэнд (англ. Chris Kirkland) — английский футбольный вратарь и тренер. Ранее выступал за «Ковентри Сити», «Ливерпуль», «Вест Бромвич Альбион» и «Уиган Атлетик». Провёл один матч за сборную Англии.

## Карьера

### «Ковентри Сити»
Крис Кирклэнд получил известность, выступая за «Ковентри Сити», в составе которого он дебютировал 22 сентября 1999 года в матче против «Транмир Роверс» в Кубке Лиги. В сезоне 2000/01 годов он отлично проявил себя и считался на тот момент одним из лучших молодых голкиперов Англии. 31 августа 2001 года в последний день трансферного окна он был куплен «Ливерпулем» за шесть миллионов фунтов, став таким образом в возрасте 20 лет самым дорогим вратарём в истории трансферных сделок в Великобритании.

### «Ливерпуль»
В один день с Кирклэндом в клуб пришёл и Ежи Дудек, которого тренер «Ливерпуля» Жерар Улье видел в качестве первого номера своей команды, поэтому Крису пришлось большинство матчей начинать на скамейке запасных. 9 декабря 2001 года Крис дебютировал в матче Кубка Лиги против «Гримсби Таун», и эту встречу на Энфилде его команда проиграла со счётом 1:2, пропустив оба гола в дополнительное время. Следующий шанс сыграть за первую команду Кирклэнду представился в феврале 2002 года, когда Дудек получил травму. Крис провёл два матча в Лиге чемпионов против «Галатасарая» и в промежутке между ними дебютировал в Премьер-Лиге, сыграв в мерсисайдском дерби. Все три матча завершились вничью, однако пропущенный им мяч от «Галатасарая» на Энфилде позволил турецкому клубу пройти дальше по турнирной сетке за счёт гола на чужом поле. Когда Дудек оправился от травмы, Крису пришлось вновь вернуться на скамейку запасных.
В декабре 2002 года Дудек в домашнем матче против принципиальных соперников из «Манчестер Юнайтед» допустил ряд серьёзных ошибок, которые стоили «Ливерпулю» победы (Манчестер Юнайтед выиграл 2:1), и Кирклэнд снова получил возможность проявить себя. В следующих 14 матчах именно он занимал место в воротах «красных», и только полученная им травма помешала ему завершить сезон в качестве основного вратаря «Ливерпуля». В следующие два сезона он время от времени сменял Дудека на воротах, проводя по несколько матчей подряд, однако в конце концов его частые травмы и не слишком хорошая игра вынудили руководство команды заняться поисками замены Кирклэнду. В январе 2005 года Рафаэль Бенитес, за полгода до этого сменивший на тренерском посту Жерара Улье, приобрёл у «Лидса» Скотта Карсона, и стало очевидно, что Крис должен искать себе новую команду.

### «Вест Бромвич»
Летом 2005 года Кирклэнд, ещё одним конкурентом которого за место в воротах «Ливерпуля» стал Пепе Рейна, принял предложение «Вест Бромвича» и перешёл в этот клуб на правах аренды на сезон. Он ярко начал новую кампанию, отстояв «на ноль» в своём дебютном матче против «Манчестер Сити» в гостях, и вскоре получил вызов от Свена-Ёрана Эрикссона в сборную Англии, где ему предстояло стать сменщиком Дэвида Джеймса. Однако очередная травма Криса позволила его дублёру Томашу Кущаку прочно занять место в воротах «Вест Бромвича», на которые Кирклэнд до конца сезона так и не вернулся. Клуб выражал желание выкупить трансфер Кирклэнда у «Ливерпуля» по окончании сезона, однако это так и не было осуществлено.

### «Уиган»
В июле 2006 года Кирклэнд отправился в аренду на шесть месяцев в «Уиган Атлетик», 27 октября, когда клубы договорились о сумме трансфера, его соглашение с этой командой стало постоянным, и Кирклэнд подписал контракт на три года. Перед началом кампании 2007/08 он получил футболку с первым номером и стал основным голкипером команды Стива Брюса. По итогам сезона получил от партнёров по команде звание Игрока года, лучшим игроком в составе «Уигана» его признала и пресса. В мае 2008 года он подписал новый контракт с командой, который рассчитан до конца сезона 2011/12. 23 мая 2012 года Киркленд подписал однолетний контракт с «Шеффилд Уэнсдей», к которому присоединится 1 июля 2012 года.

### Международная карьера
Кирклэнд играл за молодёжную сборную Англии, а с 2003 года стал вызываться и в первую команду, однако до 2006 года так и не провёл за неё ни одного матча. В августе 2006 он вышел на замену во втором тайме товарищеского матча против Греции, что принесло неплохой доход его отцу и друзьям семьи, которые, когда Крису было 11 лет, поставили по 100 фунтов каждый на то, что Кирклэнд дебютирует в матче первой сборной до того, как ему исполнится 30 (на тот момент, когда ставка выиграла, Крису было 25 полных лет). Каждый из тех, кто сделал эту ставку, получил по десять тысяч фунтов.

## Личная жизнь
- Крис Кирклэнд женат, его жену зовут Лиона. 14 ноября 2006 у пары родилась дочь Люси. Чтобы присутствовать при родах, Кирклэнд попросил Стива Макларена отпустить его из расположения сборной, которой предстоял матч против Голландии на следующий день[10].
- Однажды Кирклэнд сказал, что всегда мечтал стать пожарным после того, как завершит карьеру игрока[11].

## Статистика выступлений
| Клуб                      | Сезон            | Лига | Лига | Кубок | Кубок | Кубок Лиги | Кубок Лиги | Еврокубки | Еврокубки | Прочие | Прочие | Итого | Итого |
| Клуб                      | Сезон            | Игры | Голы | Игры  | Голы  | Игры       | Голы       | Игры      | Голы      | Игры   | Голы   | Игры  | Голы  |
| ------------------------- | ---------------- | ---- | ---- | ----- | ----- | ---------- | ---------- | --------- | --------- | ------ | ------ | ----- | ----- |
| Ковентри Сити             | 1998/99          | 0    | 0    | 0     | 0     | 0          | 0          | 0         | 0         | 0      | 0      | 0     | 0     |
| Ковентри Сити             | 1999/00          | 0    | 0    | 0     | 0     | 1          | −1         | 0         | 0         | 0      | 0      | 1     | −1    |
| Ковентри Сити             | 2000/01          | 23   | −40  | 1     | −0    | 3          | −3         | 0         | 0         | 0      | 0      | 27    | −43   |
| Ковентри Сити             | 2001/02          | 1    | −0   | 0     | 0     | 0          | 0          | 0         | 0         | 0      | 0      | 1     | −0    |
| Ковентри Сити             | Итого            | 24   | −40  | 1     | −0    | 4          | −4         | 0         | 0         | 0      | 0      | 29    | −44   |
| Ливерпуль                 | 2001/02          | 1    | −1   | 0     | 0     | 1          | −2         | 2         | −1        | 0      | 0      | 4     | −4    |
| Ливерпуль                 | 2002/03          | 8    | −8   | 2     | −0    | 4          | −6         | 1         | −0        | 0      | 0      | 15    | −14   |
| Ливерпуль                 | 2003/04          | 6    | −7   | 1     | −1    | 1          | −3         | 4         | −3        | 0      | 0      | 12    | −14   |
| Ливерпуль                 | 2004/05          | 10   | −13  | 0     | 0     | 0          | 0          | 4         | −2        | 0      | 0      | 14    | −15   |
| Ливерпуль                 | Итого            | 25   | −29  | 3     | −1    | 6          | −11        | 11        | −6        | 0      | −0     | 45    | −47   |
| Вест Бромвич (аренда)     | 2005/06          | 10   | −18  | 2     | −4    | 0          | 0          | 0         | 0         | 0      | 0      | 12    | −22   |
| Уиган Атлетик             | 2006/07          | 26   | −43  | 0     | 0     | 0          | 0          | 0         | 0         | 0      | 0      | 26    | −0    |
| Уиган Атлетик             | 2007/08          | 37   | −49  | 1     | −2    | 0          | 0          | 0         | 0         | 0      | 0      | 38    | −51   |
| Уиган Атлетик             | 2008/09          | 32   | −40  | 0     | 0     | 2          | −4         | 0         | 0         | 0      | 0      | 32    | −44   |
| Уиган Атлетик             | 2009/10          | 32   | −61  | 0     | 0     | 0          | 0          | 0         | 0         | 0      | 0      | 32    | −61   |
| Уиган Атлетик             | 2010/11          | 4    | −12  | 0     | 0     | 0          | 0          | 0         | 0         | 0      | 0      | 4     | −12   |
| Уиган Атлетик             | 2011/12          | 0    | 0    | 0     | 0     | 0          | 0          | 0         | 0         | 0      | 0      | 0     | 0     |
| Уиган Атлетик             | Итого            | 131  | −205 | 1     | −2    | 2          | −4         | 0         | 0         | 0      | 0      | 134   | −211  |
| Лестер Сити (аренда)      | 2011/12          | 3    | −7   | 0     | 0     | 0          | 0          | 0         | 0         | 0      | 0      | 3     | −7    |
| Донкастер Роверс (аренда) | 2011/12          | 1    | −3   | 0     | 0     | 0          | 0          | 0         | 0         | 0      | 0      | 1     | −3    |
| Шеффилд Уэнсдей           | 2012/13          | 46   | −61  | 0     | 0     | 1          | −2         | 0         | 0         | 0      | 0      | 47    | −63   |
| Шеффилд Уэнсдей           | 2013/14          | 35   | −51  | 0     | 0     | 1          | −2         | 0         | 0         | 0      | 0      | 36    | −53   |
| Шеффилд Уэнсдей           | 2014/15          | 4    | −7   | 1     | −2    | 3          | −7         | 0         | 0         | 0      | 0      | 8     | −16   |
| Шеффилд Уэнсдей           | Итого            | 85   | −119 | 1     | −2    | 5          | −11        | 0         | 0         | 0      | 0      | 91    | −132  |
| Престон Норт Энд          | 2015/16          | 5    | −5   | 1     | −2    | 0          | 0          | 0         | 0         | 0      | 0      | 6     | −7    |
| Бери                      | 2016/17          | 0    | 0    | 0     | 0     | 0          | 0          | 0         | 0         | 0      | 0      | 0     | 0     |
| Всего за карьеру          | Всего за карьеру | 284  | -426 | 9     | -11   | 17         | -30        | 11        | -6        | 0      | 0      | 321   | -473  |

## Достижения
- Молодёжный Кубок Англии (1999)